# Lorea Agirre
Lorea Agirre Dorronsoro (Beasáin, Guipúzcoa, 1968) es una periodista y antropóloga española, licenciada en Ciencias de la Información.

## Trayectoria profesional
Colaboró en las primeras publicaciones de la revista local Goierritarra y en Arlote Irratia,  radio local de Pella fría, realizando sesiones sobre literatura. Mientras realizaba los estudios de periodismo, junto con el equipo que formaba parte de la revista Argia,  preparaba el suplemento “A ze astelehenak” del periódico Egin. A su vez con algunos de estos compañeros de la revista Argia, pasó a formar parte del recién estrenado periódico en euskera  Euskaldunon Egunkaria, posteriormente llamado Berria en el que ha trabajado de periodista. En la actualidad es investigadora del centro investigador  Sorguneak de la Facultad de Humanidades y Ciencias de la Educación (HUHEZI) de la universidad Mondragon Unibertsitatea. Ha realizado investigaciones sobre el euskera, el feminismo y la cultura vasca. También ha formado parte del Consejo Vasco de Cultura En la actualidad trabaja de profesora en HUHEZI y desde 2014 es la directora de la revista Jakin. Fue la autora del texto escondido en el testigo de la Korrika del 2015.
Además ha colaborado en el proyecto EUSKARRIAK (‘soportes’) es un proyecto que nació de la colaboración entre Bagera (Donostiako euskaltzaleen elkartea) y Donostia /San Sebastián 2016.

## Publicaciones

### Libros
1. Rosa Luxemburg (Elkar, 1899)
2. Gazteei eta eta kulturari buruzko hausnarketa: Guipúzcoa 2001 (Gipuzkoako Foru Aldundia, 2001)
3. Pilotaz egitasmoa (Kutxa Fundazioa, 2002)
4. Joxemi Zumalabe. Ipurtargiaren itzal luzea (Euskaldunon Egunkaria, 2002)
5. Gezurra ari du. Egunkariaren itxieraren kronika (Alberdania, 2004)
6. Hedabideak : euskararen berreskuratzea III (Garabide Elkartea, 2010)
7. Haurren aisialdi parte-hartzailea, euskalduna, hezitzailea eta herritarra garatzen (Txatxilipurdi Elkartea, 2015)
8. Euskalgintza eta feminismoa : identitateak berreraiki, demokrazia sendotu, boteretze kolektiboa bultzatu eta subalternitate eraldatzaile unibertsalak eraikitzeko proposamen bat (Bat. Soziolinguistika aldizkaria, 2016).

### Artículos
1. Herri hezitzailea , eskola herritarra (Hik Hasi 27, 2013 negua)

### Prólogos
1. Tonucci, Francesco. Haurren hiria : hiria pentsatzeko beste modu bat (Txatxilipurdi, 2013)

## Traducciones
1. (Castellano) Reflexiones sobre los jóvenes y la cultura : Guipúzcoa 2001 (Diputación Foral de Guipúzcoa, 2001)
2. (Catalán) Plouen mentides: crònica del tancament d'Egunkaria (S.n., 2005)
3. (Inglés) The press and media : Basque language recovery III (Garabide Elkartea, 2010)
4. (Castellano) Los medios de comunicación : la recuperación del euskera III (Garabide Elkartea, 2010)
5. (Francés) Les médias : : la récupération de la langue basque III (Garabide Elkartea, 2010)